# Dmitrowskaja
Dmitrowskaja (ros. Дмитровская) – stacja moskiewskiego metra linii Sierpuchowsko-Timiriaziewskiej (kod 135). Wyjścia prowadzą na ulicę Butyrskaja, Szosse Dmitrowskoje i peron stacji Dmitrowskaja.

## Konstrukcja i wystrój
Jednopoziomowa stacja typu pylonowego z trzema komorami i jednym peronem. Podłogi wyłożono czerwonym i czarnym granitem. Ściany nad torami pokryto różowym i czerwonym marmurem. Na końcu stacji umieszczono płaskorzeźbę przedstawiającą sceny z obrony Moskwy w 1941 roku. 